# Snæfell (Fljótsdalshreppur)
Snæfell és un volcà que es troba a l'est d'Islàndia.

## Geografia
És un estratovolcà situat al nord-est de Vatnajökull, a Snæfell, a 1.833 m sobre el nivell del mar, i és el cim volcànic més alt d'Islàndia fora d'una capa de gel. Té una petita glacera al cim. És al municipi de Fljótsdalshreppur.

## Geologia
Allunyat dels altres sistemes volcànics de l'illa, Snæfell és el volcà central d'un sistema que s'estén en 27 km de llarg i uns 12 km d'amplitud. El volcà domina l'altiplà circumdant uns 1.200 m, i no té caldera. Les aigües termals se'n troben a la rodalia.

## Història
El seu volum i el de les estructures volcàniques circumdants és de 48 km cúbics. S'han format fa 400.000 anys. No n'hi ha hagut cap erupció des del final de la darrera edat glacial, fa 10.000 anys. És possible que el sistema estiga extingit, però els estudis científics no en descarten pas una recuperació eruptiva.